# مخصر
المُخَصِّر أو المِشَدّ نوع مكمل للزي النسائي أول انتشار له كان في القرن الخامس عشر في أوروبا وكان يلبس أعلى التنورة النسائية في إسبانيا وأنتشر بصورة كبيرة وأصبح جزء رئيسًا من الزي النسائي في فرنسا وخلال الثورة الفرنسية حيث كان السبيل الوحيد لشد جسم النساء في ذلك الوقت الذي عرفت النساء به بالسمنة والاكتناز.
المخصر كان يصنع من الشاش والساتان ويزين بالدانتيل ويعزز المخصر بأحزمة وأشرطة لشدّه وقد يلبس ببعض العيدان من العظم أو الخشب المرن.
في الوقت الحاضر أصبح المخصر يصنع من المواد المطاطية المحاكة أو المنسوجة.

## معرض صور

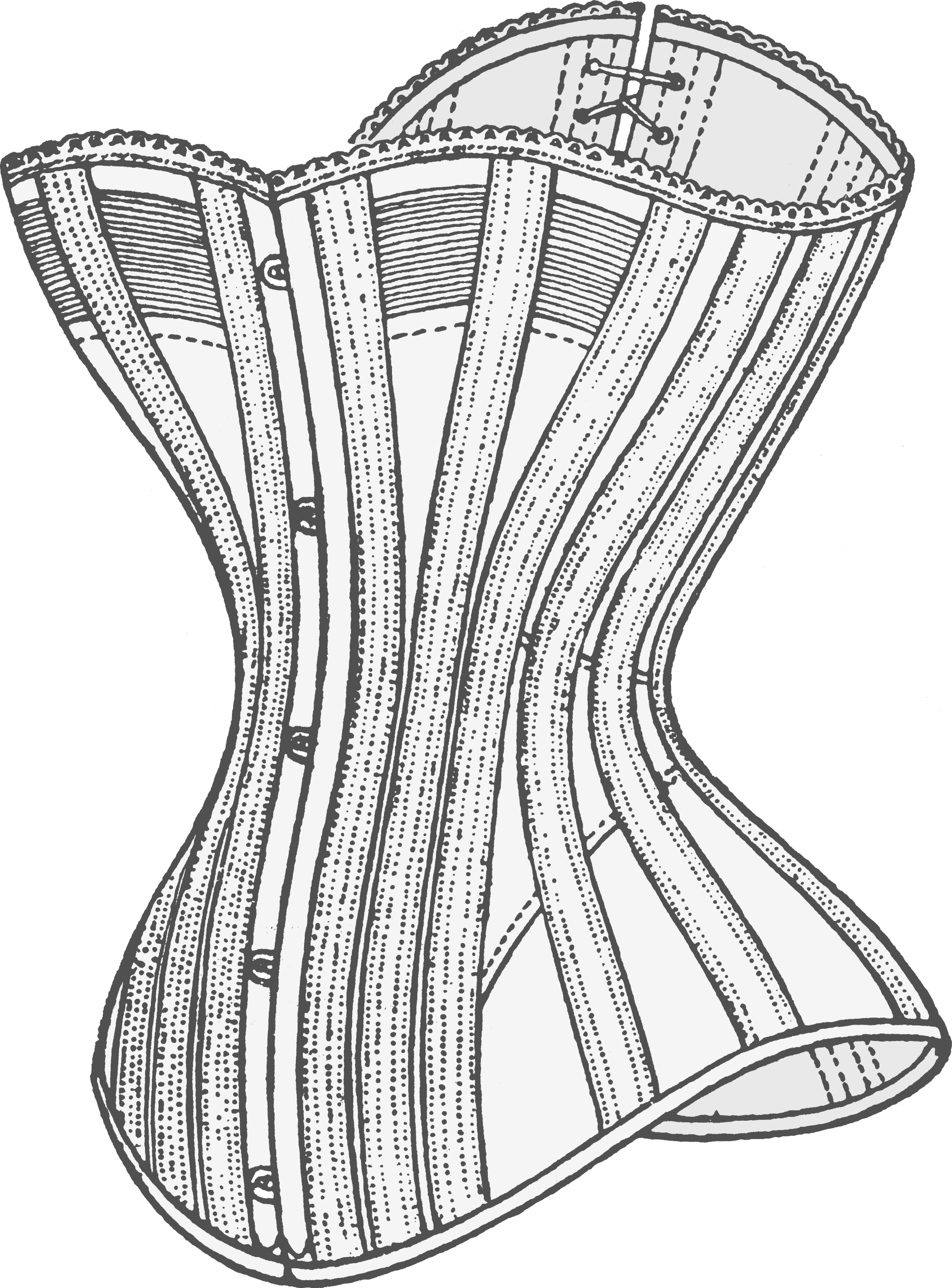
مخصر طراز hourglass corset من حوالي عام 1890، حيث التثبيت من الأمام والشرائط من الخلف.
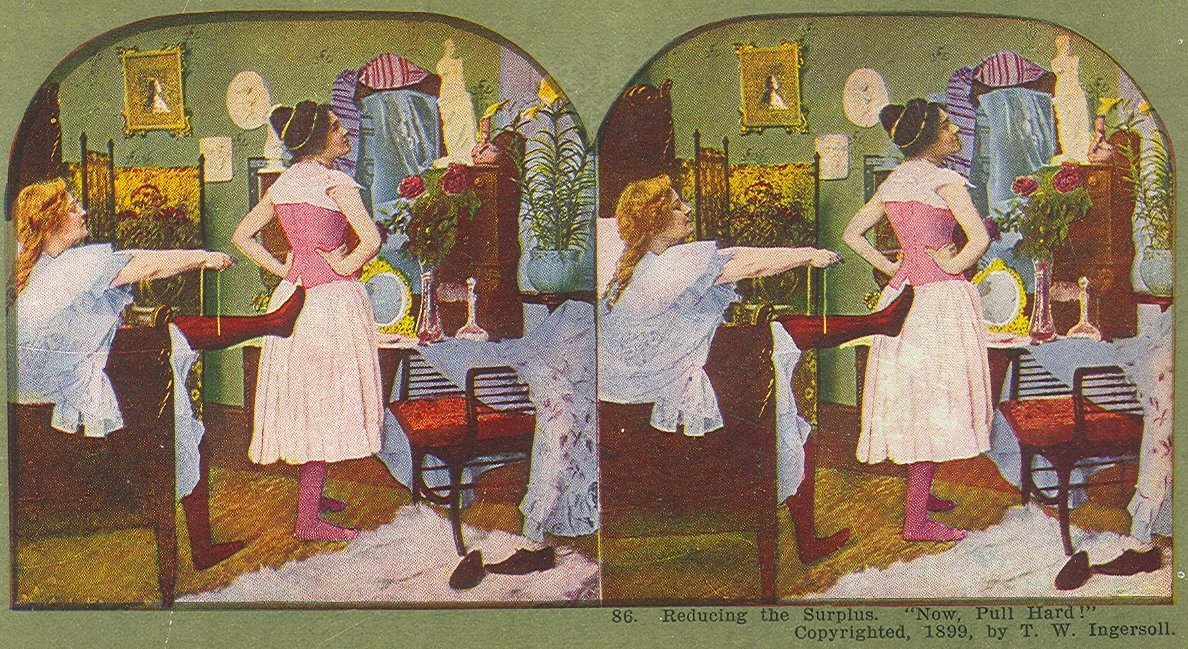

## وصلات خارجية
- صور للكورسيهات عبر التاريخ